# Полет 107 на „ФлайМонсерат“
Полет 107 на „ФлайМонсерат“ е вътрешен пътнически полет на къси разстояния от международното летище „В. К. Бърд“, Озбърн, до летище „Джон А. Озбърн“, Монсерат, Антигуа и Барбуда, управляван от „ФлайМонсерат“. На 7 октомври 2012 г. самолетът „Бритън-Норман Айленд“, който изпълнява полета, се разбива и избухва в пламъци малко след излитане, близо до края на пистата в Озбърн. Пилотът и един пътник са убити при удара, друга пътничка умира от нараняванията си, преди да може да бъде извадена от останките, а един пътник е сериозно ранен и откаран в болница.
Предварителният доклад за произшествието, който е публикуван през октомври 2012 г., сочи, че изследване на останките от самолета показва, че десният двигател не произвежда мощност и перката не работи. Горивото е изследвано и е установено, че горивната система показва замърсяване със значителни количества вода.
Клонът за разследване на въздушни произшествия препоръчва на източнокарибските власти за гражданска авиация да изискват самолетите „Бритън-Норман Айленд“ да бъдат оборудвани с горивни филтри, които да намалят вероятността вода в горивото да бъде подавано към двигателите.